# Réfugiés français de Saint-Domingue en Jamaïque
Les Réfugiés français de Saint-Domingue en Jamaïque désigne les personnes en provenance de Saint-Domingue qui se sont installées en une quinzaine d'années, de 1790 à 1804, dans l'île anglaise de la  Jamaïque par quatre vagues d'immigration, d'importance inégale, tant sur le plan du nombre de personnes concernées que de la composition socio-politique. Après avoir œuvré à la signature avec les Anglais du Traité de Whitehall qui invite ces derniers à s'emparer des îles françaises, ce qui est fait à Saint-Domingue et de la Martinique en 1793, ils forment une partie importante des réfugiés français de Saint-Domingue en Amérique, en particulier en 1798 lorsque l'invasion de Saint-Domingue est repoussée par l'armée des ex-esclaves de Toussaint Louverture, qui obtient des Anglais l'Armistice du 30 mars 1798.

## Contexte
Les cultures "secondaires" d'exportation (coton et cacao d'abord, puis café) ont connu depuis deux décennies une expansion fulgurante plaçant Saint Domingue, qui contourne le Principe de l'Exclusif réservant normalement la production des colonies à la Métropole, en position de géant mondial sur les trois grands marchés coloniaux, sucre, café, coton, en exploitant près d'un demi-million d'esclaves. La colonie produit ainsi 40% du sucre et 60% du café mondial. Les près de 100.000 esclaves libérés par les Anglais entre 1775 et 1784 lors de la Guerre d'indépendance des États-Unis ont modifié la donne de l'esclavage au Nouveau-Monde, où Saint-Domingue est en position de force.
Après la Guerre de Sept Ans, perdue par la France, Louis XV avait choisi de conserver les Antilles et d'abandonner aux Anglais le Canada, voisin d'une Nouvelle-Angleterre en plein boom démographique. Pour affaiblir ses opposants jacobites des Antilles, Londres les avait astreint à lourde fiscalité sur le sucre, donnant de fait aux concurrents des îles françaises un avantage compétitif. Les trois quarts du sucre des Antilles françaises sont ainsi réexportés vers le reste de l'Europe, souvent en contrebande sur des navires anglais, tandis que la mélasse de canne à sucre est vendue souvent en contrebande aussi aux distilleries de la Nouvelle-Angleterre.

## Les 4 vagues d'immigration

### Les événements de 1791 à Saint-Domingue
L'histoire des réfugiés français de Saint-Domingue en Jamaïque est intimement liée à celle de la colonie française de Saint-Domingue, grande rivale pour les plantations coloniales de Jamaïque, qu'elle a réussi à largement surpasser depuis deux décennies, avant de faire face à la Révolution française puis à la Révolution haïtienne. Le 30 juin 1791, un navire anglais apporte au Cap-Français la nouvelle du décret du 15 mai 1791 voté par l'Assemblée Constituante, donnant les mêmes droits que les blancs aux libres de couleur nés de parents libres, qui a provoqué un tollé car jugé scandaleux, les colons « ne reconnaissant que deux couleurs, la leur et celle de tous les autres ». Les affranchis y furent exposés à la colère et on « parla de demander l’aide du gouvernement anglais et de la Jamaïque », pour refuser l’application de « l’infâme décret » . Dès juillet 1791, on parle « des propositions violentes faites contre les gens de couleur et contre la France » et d'envoyer « des commissaires pour Londres par la Jamaïque ».
Début août 1791, une assemblée coloniale se réunit au Cap-Français et se présente comme légiférant souverainement contre le décret du 15 mai, de manière contre-révolutionnaire. Un groupe de 85 députés de l’assemblée coloniale de Saint-Marc vont auprès de la Constituante faire du lobbying, et l'un d'eux arbore, au retour, la cocarde anglaise. A Paris, les députés de Saint-Domingue à la Constituante, protestent en boycottant les délibérations de l’Assemblée.
Un appel au secours à la Jamaïque est officiellement lancé le 24 août 1791, au lendemain du massacre du 23 août, quand des esclaves de plusieurs quartiers des environsdu Cap Français incendièrent des sucreries et tuèrent des gérants blancs et leurs familles. Dans le sillage des tentatives de rapprochement  de juillet avec l'île britannique, l’assemblée locale mandate alors le député Lebugnet pour aller à Kingston porter un message à lord Effingham, gouverneur et surtout à l’assemblée des colons de la Jamaïque. Le 31 août, l'assemblée l'implore d’envoyer au plus tôt 15 000 fusils pour sa sécurité. La ville de Port-au-Prince et l’assemblée provinciale de l’Ouest firent elles aussi partir aussi des députés pour Kingston.

### L'accueil très froid des colons anglais en 1791 puis 1792
Quand arrivèrent le 11 septembre 1791 à Kingston les 4 premières familles du sud de Saint-Domingue arrivent, craignant une révolte d'esclaves, le gouverneur Lord Effingham écrivit six jours plus tard à Henry Dundas, secrétaire à la guerre anglais en l’assurant qu’il ne laissera pas débarquer les esclaves, sauf les servantes des femmes enceintes ou les mères de très jeunes enfants. Inquiets de ce qui se passait dans l'île française les députés de l’assemblée de la Jamaïque vinrent au Cap au cours de ce même mois de septembre 1791 .
Les réfugiés français de Saint-Domingue en Jamaïque ne furent vraiment très nombreux qu'à partir du milieu de l'année 1792. Parmi eux des planteurs français d'envergure seulement moyenne, comme les Lafosse, Durand, Lasope, Lacour, Jean-Baptiste Gastumeau, Bazin, Dumaine-Bergeron, Lafargue, Ledoule, Salinière. Avant même que leur flot grossisse vers avril 1792, l'Assemblée jamaïcaine s'en inquiète et la plupart repartent à Saint-Domingue car l’accueil ne fut « pas très chaud de la part des colons anglais » de la Jamaïque, malgré leur compassion.
Jean Jacques Pierre d'Esparbès de Lussan, gouverneur général de Saint-Domingue du 17 juin au 21 octobre 1792 a aussi effectué un passage par la Jamaïque après sa destitution par les commissaires civils de la République, Sonthonax et Polverel, tout comme Philippe de Montesquiou-Fézensac, commandant de la partie du Sud de Saint-Domingue. Parmi les propriétaires de plantations familiales à Saint-Domingue qui émigrent en Jamaïque pour fuir la révolte des Noirs, également Charles-Louis Brouet (1774-1842), qui « illustra les alliances des officiers de Napoléon avec la noblesse d’Ancien Régime » via son mariage avec Marie-Marguerite de Collot de Saulx, qui en 1796-1798, est à Saint-Domingue « chargé du débarquement et de l’évacuation de l’artillerie dans le quartier insurgé de Port Margot », son homonyme Jean Brouet, dont la famille possédait une plantation au Grand-Fond et un magasin de vivres secs au Cap français, qui fera fortune avec une grande boutique à Kingston en Jamaïque, où il part installer sa famille en 1796, ou encore Auguste Laffon de Ladebat, frère du financier André-Daniel Laffon de Ladebat, et père de Charles Laffon de Ladebat, qui en 1861 sera nommé colonel dans la French Brigade sudiste, forte de 1200 hommes, commandée par le général Maignan, qui défendit La Nouvelle-Orléans en avril 1862.

### L'arrivée au Cap-français des commissaires de la République
Arrivés le 12 septembre au Cap-français, les commissaires de la République française Sonthonax et Polverel se heurtèrent à de nombreux opposants dont une partie émigre rapidement aux Etats-Unis. D'autres vont en Jamaïque car ils avaient lié des relations lors de la visite des Jamaïcains en septembre 1791. La non-soumission des colons de Saint-Domingue aux  commissaires de la République française s'exprime par le souhait de partir pour la Jamaïque, pour rallier aux Anglais.  
Cette réticence anglaise s'exprime dès le 12 décembre 1792, quand une proclamation du lieutenant-gouverneur de la Jamaïque interdit aux étrangers, et plus seulement à leurs esclaves soupçonnés d'importer la sédition, de débarquer sans une autorisation spéciale,. Kingston réclame alors une inspection des navires approchant et un rapport à remettre au gouverneur à chaque fois qu'on trouve des français. On demande aussi aux paroisses d'enquêter sur leur présence et seuls peuvent rester ceux qui présentent au moins deux témoins de leur bonne conduite.

### Février 1793, début de la guerre entre la France et l'Angleterre
En 1793, Paul de Cadush, président de l'assemblée coloniale du Cap français s'occupe de la distribution des secours aux réfugiés français à Kingston, probablement grâce un accord avec le gouverneur et l'Assemblée de la Jamaïque, qui financent ces secours en échange d'un contingentement des arrivées, sinon la plupart des réfugies auraient été refoulés, selon l'historien Gabriel Debien. Puis le 1er février 1793 débute la guerre entre la France et l'Angleterre, suivie de deux semaines par le Traité de Whitehall, les Anglais percevant désormais un intérêt militaire et modifiant radicalement leur approche de ces réfugiés français jusque là le plus souvent indésirables : ils ont l'idée de s'en servir pour s'emparer de la plus riche des colonies françaises, via le Traité de Whitehall.
En avril 1793, une lettre à Pierre-Victor Malouet ancien gouverneur de Londres réfugiés à Londres, émanant très probablement  du chevalier de Beaunay, réfugié à Kingston, déclare l'impatience de « voir les Anglais débarquer à Saint-Domingue » et souligne que les émigrés français en Jamaïsue « recrutent un corps armé pour aider » à ce projet.
En 1795, l'île compte 229 familles françaises qui reçoivent des secours du gouvernement anglais, et 122 qui en réclament. En 1800, une liste de 399 noms fut publiée qui regroupait les Français « attachés à des tâches louables » ou « de haute condition ».
De 1793 à 1797, les arrivants seront de grands colons comme le baron de Montalembert, Jean-Baptiste Digneron de Beauvoir, dont la propriété sera évaluée à 2,2 millions de francs, dont la femme vivait déjà à Londres, le chevalier de Beaunay, le marquis de La Rochejacquelein, Paul de Cadush, membre influent de l'Assemblée coloniale, ou Venault de Charmilly, futur artisan de la remise du Môle Saint-Nicolas et de Jérémie aux Anglais en septembre 1793. Il y a aussi des familles qui resteront dans l'île : les Bruslé de Beaubert, originaires de la Louisiane, les Mulonière, Magnan de La Mahautière, Gaubert de La Haye, Rousseau et Boyer de La Gau traie, Dubourg, Deschamps, Sarah Raban veuve Henriques, de Gournay, de La Gourgue, Texier, Moreau, Duvernet.

### La troisième vague de l'été 1798
Une troisième vague déferle durant l'été 1798: deux milliers de réfugiés qui font doubler la population de réfugiés français en Jamaïque, en suivant les troupes anglaises dans leur évacuation de Saint-Domingue après la victoire de Toussaint Louverture, ou avaient même servi dans les rangs de la "Légion britannique" du baron de Montalembert (comte Duquesne, lieutenant Desgouttes, frères Barbeyrac, vicomte Dulau d'Allemans) ou la brigade irlandaise des Walsh-Serrant, propriétaires de la sucrerie Luge à Saint-Domingue (capitaines Peyrellade, Gaignard, Mahé-Delaunay). Il y a aussi les "gendarmes volontaires royaux anglais" de la légion de Contades du Môle Saint-Nicolas: 400 colons commandés par le marquis de Contades.

### La quatrième vague de juin 1803
Enfin en juin 1803 arrivèrent de nombreux prisonniers faits en mer après la reprise de la guerre et la Piraterie des années 1800 dans la Caraïbe, suivis fin 1803 par les évacués de l'expédition Leclerc, qui a tourné au fiasco, et en 1808, ceux de la capitulation du général Barquier à Santo-Domingo. Ils ne peuvent rester: la proclamation du 25 novembre 1803 du général Nugent ordonne à tous les Blancs étrangers de gagner La Nouvelle-Orléans avec leurs esclaves.

## Conséquences
Dans un bilan de sa vie écrit à Sainte-Hélène, peu après avoir signé en 1815 un décret mort-né d'abolition de l'esclavage, Napoléon rappelle son projet de 1800 d'utiliser l’armée de Louverture pour envahir la Jamaïque, les États-Unis, ou les colonies espagnoles. Il rappelle alors son idée : reprendre celle de Victor Hugues, agent de la France en Guadeloupe après l’abolition de 1794, qui avait utilisé les ex-esclaves de l'île, d'abord armés pour la défendre avec succès contre les Anglais, puis pour attaquer les colonies françaises voisines où les colons refusaient l'abolition de l'esclavage.

## Quelques célèbres réfugiés français de Saint-Domingue en Jamaïque
- Marc-René de Montalembert (1714-1800);
- Jean-Baptiste Digneron de Beauvoir;
- marquis de Contades;
- marquis de La Rochejacquelein;
- Paul de Cadush, membre influent de l'Assemblée coloniale;
- Venault de Charmilly